# Джим Везі
Джеймс Едвард Везі (англ. James Edward Vesey, нар. 29 жовтня 1965, Чарльзтаун, Бостон) — американський хокеїст, що грав на позиції центрального нападника.
Його старший син — Джиммі Везі, виступає за клуб НХЛ «Нью-Йорк Рейнджерс», а молодший — Нолан, грає за команду Університету Мену і був задрафтований у 2014 році клубом «Торонто Мейпл Ліфс».

## Ігрова кар'єра
Професійну хокейну кар'єру розпочав 1988 року.
1984 року був обраний на драфті НХЛ під 155-м загальним номером командою «Сент-Луїс Блюз».
Протягом професійної клубної ігрової кар'єри, що тривала 8 років, захищав кольори команд «Сент-Луїс Блюз», «Бостон Брюїнс» та низки інших команд нижчих північноамериканських ліг.
Усього провів 15 матчів у НХЛ.